# Beaufort Burdekin
Beaufort Burdekin (27 de diciembre de 1891-15 de mayo de 1963) fue un deportista británico que compitió en remo.
Participó en los Juegos Olímpicos de Estocolmo 1912, obteniendo una medalla de plata en la prueba de ocho con timonel. En 1914 participó en la regata Oxford-Cambridge con la Universidad de Oxford.
Además, participó en la Primera Guerra Mundial con la Royal Field Artillery. Estuvo casado con la escritora británica Katharine Penelope Cade con la que convivió de 1915 a 1922, cuando se separaron.

## Palmarés internacional
| Juegos Olímpicos | Juegos Olímpicos   | Juegos Olímpicos | Juegos Olímpicos |
| Año              | Lugar              | Medalla          | Prueba           |
| ---------------- | ------------------ | ---------------- | ---------------- |
| 1912             | Estocolmo (Suecia) | Medalla de plata | Ocho con timonel |